# Championnats d'Europe de kayak-polo 2011
Navigation
Édition précédente Édition suivante
Les 9es championnats d'Europe de kayak-polo de 2011 se sont déroulés du 5 au 11 septembre à Madrid, en Espagne, en 2011.

## Tableau récapitulatif des médailles
| Catégorie      | Médaille d'or   | Médaille d'argent | Médaille de bronze |
| -------------- | --------------- | ----------------- | ------------------ |
| Séniors Hommes | France          | Allemagne         | Grande-Bretagne    |
| Séniors Dames  | Grande-Bretagne | France            | Allemagne          |
| Espoirs Hommes | France          | Allemagne         | Italie             |
| Espoirs Dames  | Allemagne       | Pologne           | Grande-Bretagne    |

## Classements finaux
Le tournoi Hommes, qui réunissait 14 nations participantes, voit la France remporter le titre face à l'Allemagne et s'attribuer la médaille d'or. La Grande-Bretagne s'attribue la médaille de bronze.
| Médaille d'or      | France          |
| Médaille d'argent  | Allemagne       |
| Médaille de bronze | Grande-Bretagne |
| 4.                 | Pays-Bas        |
| 5.                 | Italie          |
| 6.                 | Espagne         |
| 7.                 | Suisse          |
| 8.                 | Irlande         |
| 9.                 | Danemark        |
| 10.                | Pologne         |
| 11.                | Suède           |
| 12.                | Portugal        |
| 13.                | Belgique        |
| 14.                | Russie          |

| Médaille d'or      | Grande-Bretagne |
| Médaille d'argent  | France          |
| Médaille de bronze | Allemagne       |
| 4.                 | Pays-Bas        |
| 5.                 | Espagne         |
| 6.                 | Pologne         |
| 7.                 | Italie          |
| 8.                 | Danemark        |
| 9.                 | Suisse          |
| 10.                | Russie          |
| 11.                | Irlande         |

| Médaille d'or      | France          |
| Médaille d'argent  | Allemagne       |
| Médaille de bronze | Italie          |
| 4.                 | Pologne         |
| 5.                 | Espagne         |
| 6.                 | Suisse          |
| 7.                 | Grande-Bretagne |
| 8.                 | Pays-Bas        |
| 9.                 | Russie          |
| 10.                | Danemark        |
| 11.                | Irlande         |
| 12.                | Portugal        |

| Médaille d'or      | Allemagne       |
| Médaille d'argent  | Pologne         |
| Médaille de bronze | Grande-Bretagne |
| 4.                 | France          |
| 5.                 | Espagne         |